# توني هنري
توني هنري (بالإنجليزية: Anthony Henry)‏ (13 سبتمبر 1979 بلندن في المملكة المتحدة - ) هو لاعب كرة قدم بريطاني في مركز الدفاع. لعب مع نورثويتش فيكتوريا ونادي دارتفورد ولينكولن سيتي أف سي وفولكستون إنفيكتا وإيريث وبلفيدير ‏ وإيست ثوروك يونايتد وويلينج يونايتد.

## وصلات خارجية
- توني هنري على موقع Soccerbase.com (لاعب) (الإنجليزية)